# Kloster Valbuena
Das in Sichtweite der Königsburg Peñafiel gelegene Kloster Valbuena (Santa María de Valbuena) ist eine ehemalige Zisterzienserabtei in der Gemeinde Valbuena de Duero in der Provinz Valladolid in Kastilien-León in Spanien, am rechten Ufer des Duero.

## Geschichte

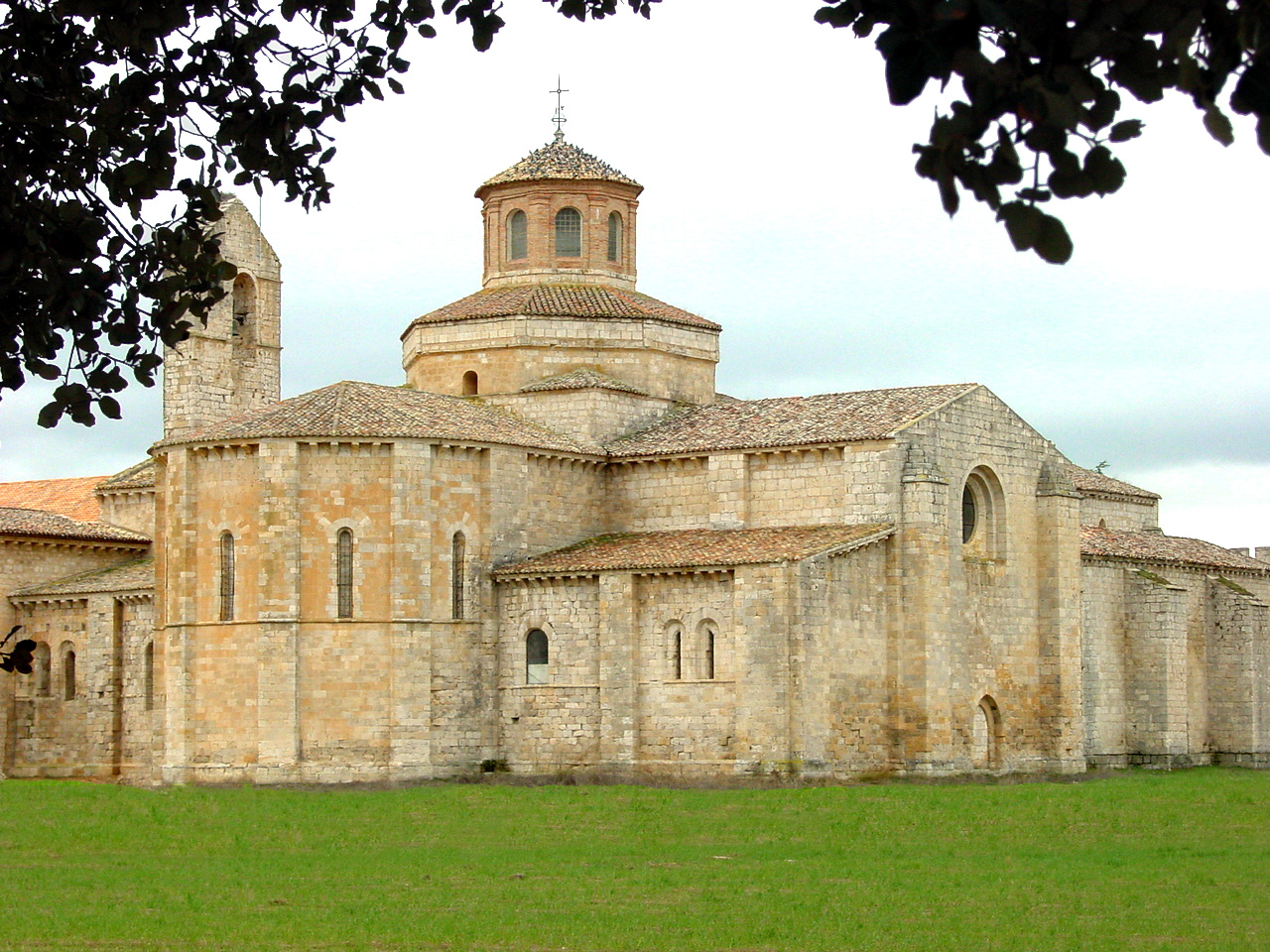
Kloster von Nordosten

Das Kloster wurde 1143 von Estefanía, der Tochter des Grafen Ermengol V. von Urgell, gestiftet und von Kloster Berdoues (span. Berdona) in Frankreich besetzt. Es gehörte damit der Filiation der Primarabtei Morimond an. Auf den ersten Abt Martin folgte als zweiter Ebrardo. Das Kloster, das bereits kurz nach seiner Gründung verschiedene Privilegien erhielt, war bis 1430, der Gründung der Zisterzienserkongregation von Kastilien, von Berdoues abhängig und danach von Kloster Poblet. Im 14. Jahrhundert begann der Niedergang. In der Klosteraufhebung unter der Regierung von Juan Álvarez Mendizábal wurde das Kloster im Jahr 1835 aufgelöst.
Die Kirche wurde zur Pfarrkirche und wurde später als Konzentrationslager des Franco-Regimes genutzt, das von April bis Mai 1939 in Betrieb war. Später gingen die Klostergebäude in Privatbesitz über und wurden schließlich von einem Baron Carlos Kessel erworben, der sie an Juan Pardo verkaufte. 1931 wurde das Kloster zum Monumento Nacional (Bien de Interés Cultural) erklärt und bis 1950 von Pardos Erben bewirtschaftet.
Im Oktober 1950 erließ das Landwirtschaftsministerium ein Dekret, mit dem es die Enteignung des Anwesens „Coto de San Bernardo“ durch das Instituto Nacional de Colonización (I.N.C.) im sozialen Interesse erklärte und dass die Besetzung unverzüglich zu erfolgen habe. Im Juni 1951 kaufte das I.N.C. nach Zwangsexpropriation das Gelände, in welches das Kloster – mit Ausnahme der Kirche, der Sakristei und des Pfarrhauses – eingegliedert wurde. Neben dem Kloster baute das I.N.C. eine neue Siedlung, um Nachbarn aus Santa María de Poyos (Provinz Guadalajara) – dessen Gemeindegebiet durch den Bau des Staudamms von Entrepeñas überflutet wurde – und aus Valbuena de Duero unterzubringen. Von 1954 bis zum Ende der 60er Jahre unternahm das I.N.C. zahlreiche Umbauten und Umbauten des Gebäudes und die Frage, wie es nach Abschluss der Arbeiten genutzt werden soll. Das Angebot des Mercedarieordens, das Kloster in ein Ausbildungshaus oder Noviziat umzuwandeln, wurde abgelehnt und schließlich im Juli 1966 an das Erzbistum von Valladolid verkauft. Um das Jahr 1990 wurde es der religiösen Stiftung „Las Edades del Hombre“ überlassen. Seither haben dort mehrere punktuelle Restaurierungsmaßnahmen stattgefunden. Ab den 1990er Jahren wurde das Kloster von dem spanischen Architekten Pablo Puente Aparicio wiederaufgebaut, instand gesetzt und saniert. Im März 2000 verlieh der Rat von Kastilien und León dem Kloster Santa Maria de Valbuena die Kategorie des nationalen Kulturgutes.

## Bauten und Anlage

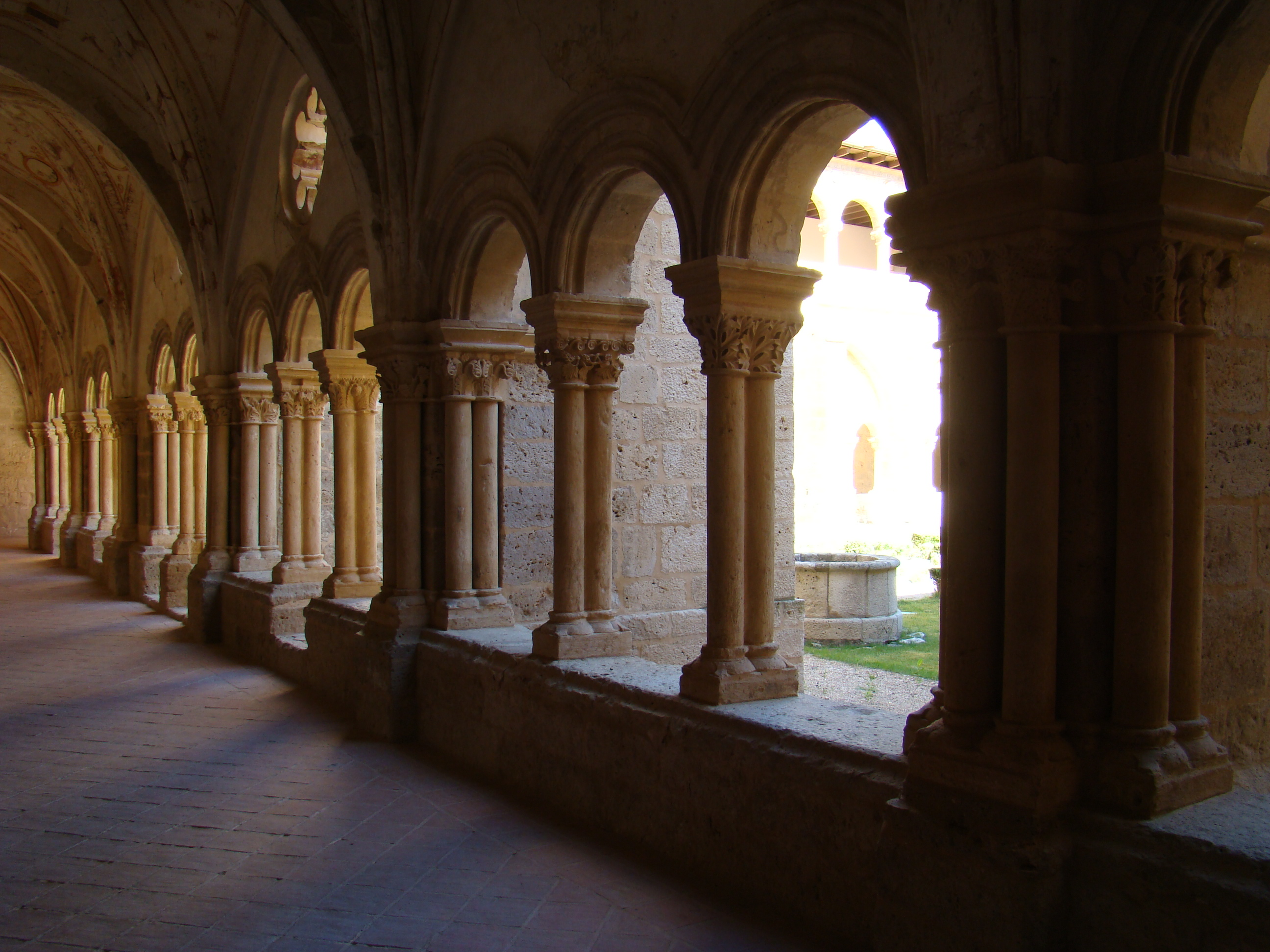
Romanischer Kreuzgang

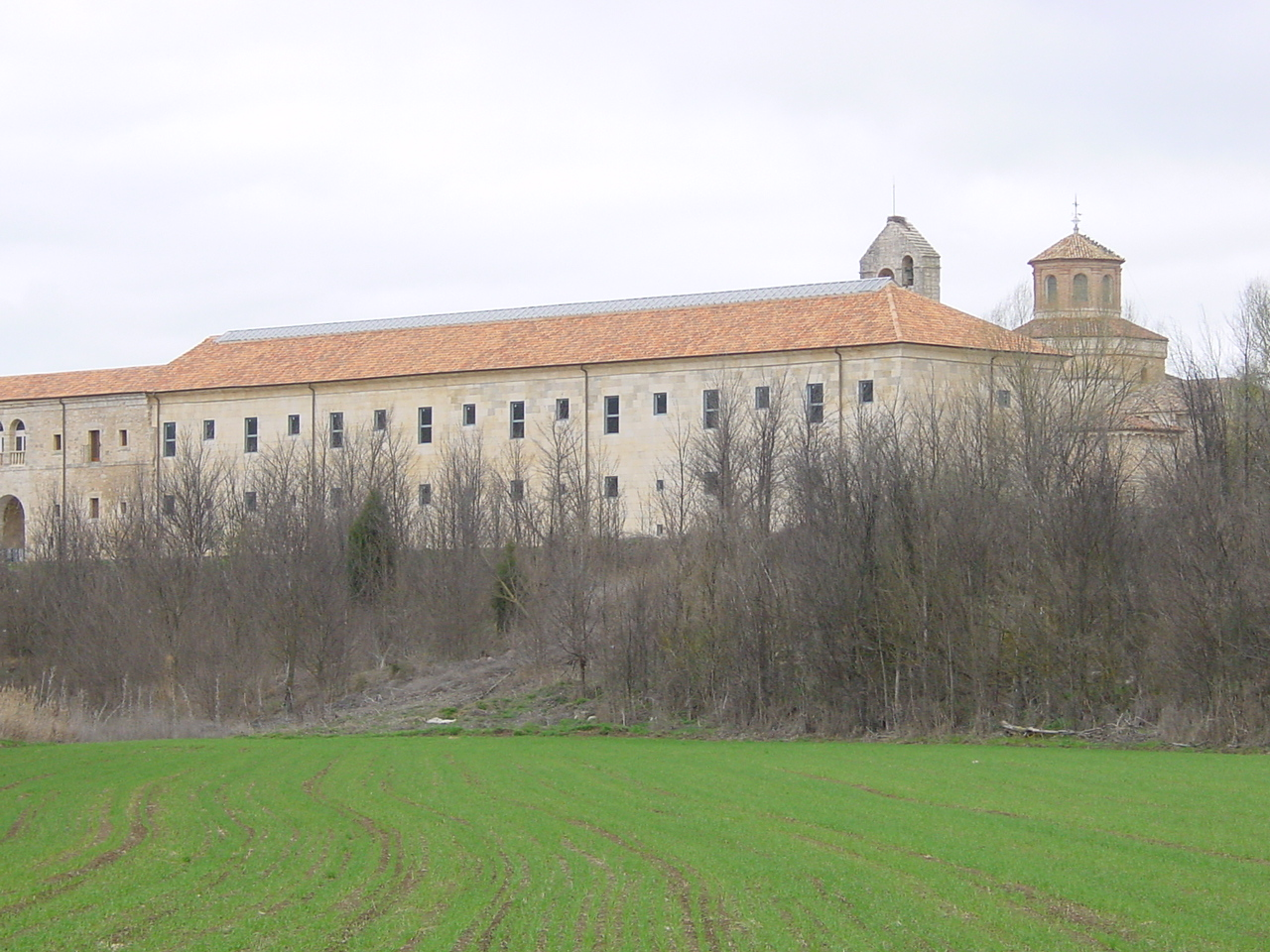
Fassade des Gästetrakts

Die bis 1230 errichtete Anlage umfasst die ab 1149 errichtete Kirche, Klausur, Gästetrakt, Schlafräume und den Konversenbereich. Die kreuzgratgewölbte dreischiffige Kirche zu vier Jochen mit tonnengewölbtem Querhaus und einer in der Renaissance erhöhten, überkuppelten Vierung entspricht den zisterziensischen Baugewohnheiten, sie weist eine sehr große halbrunde Apsis, auf jeder Seite eine ebenfalls halbrunde Nebenapsis und eine nach 1165 errichtete rechteckige Kapelle auf. Das Langhaus ist bereits frühgotisch. Die Westfassade besitzt ein spitzbogiges Portal mit mehreren Archivolten und darüber einen großen Okulus in einem Blendbogen. Auch der Kapitelsaal und der Brüdersaal sind kreuzgratgewölbt, während das auf der Südseite gelegene Refektorium eine Spitztonne zu vier Jochen trägt. Der Kreuzgang ist zweistöckig. Die Capilla San Pedro weist ein Arcosolgrab mit einem Wandbild mit Königsdarstellung aus der Zeit um 1270 auf. Der Konversenbau musste in der Renaissance einem zweiten Hof weichen. Zum Fluss gelegen ist das ruinöse Abtshaus aus dem 16. Jahrhundert.